# ディエゴ・ポソ
ディエゴ・ポソ（Diego Pozo, 1978年2月16日 - ）は、アルゼンチン・メンドーサ出身のサッカー選手。元アルゼンチン代表。ポジションはゴールキーパー。

## 経歴
2009年4月17日、ディエゴ・マラドーナ監督によってアルゼンチン代表に初招集され、5月21日のパナマ戦で初出場した。南アフリカワールドカップ予選はマリアーノ・アンドゥハルやセルヒオ・ロメロがレギュラーを務めたので、ポソは1試合も出場していないが、9月30日の親善試合ガーナ戦、12月22日の親善試合カタルーニャ戦（非公式試合）、2010年5月5日の親善試合ハイチ戦に出場した。2010年5月19日、2010 FIFAワールドカップに出場するアルゼンチン代表メンバーに選出された。

## 代表歴

### 出場大会
- アルゼンチン代表
  - 2010 FIFAワールドカップ

### 試合数
- 国際Aマッチ 3試合 0得点（2009年-2010年）[5]

| アルゼンチン代表 | 国際Aマッチ | 国際Aマッチ |
| 年               | 出場        | 得点        |
| ---------------- | ----------- | ----------- |
| 2009             | 2           | 0           |
| 2010             | 1           | 0           |
| 通算             | 3           | 0           |